# Готліб Август Вільгельм Герріх-Шеффер
Готліб Август Вільгельм Герріх-Шеффер (нім. Gottlieb August Wilhelm Herrich-Schäffer; 17 грудня 1799 — 14 квітня 1874) — німецький ентомолог і лікар. Він народився і помер у Регенсбурзі. Герріх-Шеффер вивчав і збирав, зокрема, метеликів і молі (Lepidoptera). Він був головою Регенсбурзького ботанічного товариства (Regensburgischen Botanischen Gesellschaft) з 1861 по 1871 рік і нагороджений званням почесний громадянин Регенсбурга у 1871 році.
Він написав монографію Systematische Bearbeitung der Schmetterlinge von Europa між 1843 і 1856 роками, одну з найвпливовіших робіт з вищої класифікації Lepidoptera 19 століття. У цій роботі вперше були визначені багато з відомих сьогодні вищих таксонів лускокрилих. Він заснував свою класифікацію переважно на жилкуванні крил.
Частина його колекції була передана Отто Штаудінгеру до Музею природознавства у Берліні та Бастельбергу у Zoologische Staatssammlung München. Багато зразків Microlepidoptera з його колекції були передані Отмару Гофману (1835—1900) до Музею природної історії в Лондоні.